# Resolute (Nunavut)
Pour les articles homonymes, voir Resolute.
Resolute (en inuktitut : ᖃᐅᓱᐃᑦᑐᖅ, Qausuittuq, « où il n'y a pas d'aube ») est un hameau inuit situé sur l'île Cornwallis dans la région de Qikiqtaaluk au Nunavut (Canada). Il est situé à l'extrême nord de la baie Resolute et du passage du Nord-Ouest.

## Histoire
En août 1953, sept ou huit familles inuites originaires d'Inukjuak, au Nunavik (Québec), sont déportés à Grise Fiord sur la pointe sud de l'île d'Ellesmere ainsi qu'à Resolute. C'est l'opération de la délocalisation du Haut-Arctique.

## Infrastructures
L'importance toute particulière de Resolute est son aéroport qui, par lignes intérieures régulières assurées par moyens courriers, la relie aux métropoles canadiennes (Montréal, Yellowknife, Edmonton) et fait ainsi de cette bourgade une tête de pont pour atteindre les régions plus septentrionales de l'archipel. Comme dans la plupart des communautés arctiques, la piste de quelques kilomètres reliant l'aéroport au village est en gravier.
C'est aussi pour cette raison que Resolute est choisie par le ministère fédéral Énergie Mines Ressources Canada, pour y implanter sa base logistique du plateau polaire continental qui est à l'origine de nombre d'activités scientifiques dans le Grand Nord.

## Démographie
Resolute est la deuxième ville la plus au nord du Canada après Grise Fiord sur l'île d'Ellesmere ; Alert et Eureka sont situés plus au nord, mais ne sont pas considérés comme des villes, mais plutôt comme des postes avancés militaires et des stations météorologiques.
| 2001 | 2006 | 2011 | 2016 |
| ---- | ---- | ---- | ---- |
| 215  | 229  | 214  | 198  |

## Climat
Resolute est l'un des endroits habités les plus froids du monde, avec une température moyenne annuelle de −16,4 °C.
| Mois                                  | jan.       | fév.      | mars       | avril      | mai        | juin       | jui.      | août      | sep.       | oct.       | nov.       | déc.       | année          |
| ------------------------------------- | ---------- | --------- | ---------- | ---------- | ---------- | ---------- | --------- | --------- | ---------- | ---------- | ---------- | ---------- | -------------- |
| Température minimale moyenne (°C)     | −35,3      | −35,8     | −33,6      | −25,3      | −13,3      | −1,9       | 1,7       | −0,3      | −6,1       | −16,4      | −25,9      | −31,3      | −18,6          |
| Température moyenne (°C)              | −32        | −32,4     | −30,2      | −21,8      | −10,3      | 0,4        | 4,5       | 2         | −4,1       | −13,4      | −22,7      | −27,9      | −15,7          |
| Température maximale moyenne (°C)     | −28,6      | −29       | −26,8      | −18,3      | −7,4       | 2,6        | 7,3       | 4,2       | −2         | −10,5      | −19,5      | −24,5      | −12,7          |
| Record de froid (°C) date du record   | −52,2 1966 | −52 1979  | −51,7 1956 | −42,1 1983 | −29,4 1961 | −16,7 1974 | −3,1 1982 | −9,3 1997 | −20,6 1965 | −37,3 1986 | −42,8 1967 | −46,1 1948 | −52,2 7/1/1966 |
| Record de chaleur (°C) date du record | −0,8 1931  | −3,9 1932 | −2,7 2007  | 0 1980     | 6,1 1980   | 18,3 2012  | 20,1 2012 | 15,3 1999 | 9,4 1973   | 2 2014     | −2,8 1947  | −3,6 2010  | 20,1 2/7/2012  |
| Ensoleillement (h)                    | 0          | 0         | 132,2      | 291,7      | 307,9      | 298,1      | 299,4     | 138,4     | 58,9       | 30,3       | 0,7        | 0          | 1 557,5        |
| Précipitations (mm)                   | 4,2        | 3,9       | 7,4        | 6,7        | 8,7        | 14,6       | 28,1      | 33,8      | 22,6       | 16         | 9,6        | 5,7        | 161,2          |
| dont neige (cm)                       | 4,8        | 4,3       | 7,9        | 6,8        | 9,9        | 7,7        | 4,6       | 10,9      | 18,7       | 18,9       | 10,2       | 6,6        | 111,2          |
| Nombre de jours avec précipitations   | 5,8        | 6         | 7,8        | 6,6        | 8,6        | 7,7        | 11,4      | 13,6      | 12,8       | 13,1       | 9,2        | 6,7        | 109,2          |
| Humidité relative (%)                 | 64,5       | 64,4      | 65         | 69,6       | 81,5       | 83,5       | 80,8      | 85,8      | 88,5       | 84,2       | 71,6       | 67         | 75,5           |
| Nombre de jours avec neige            | 6,3        | 6,3       | 7,9        | 6,8        | 8,9        | 5,5        | 3,2       | 6,7       | 11,6       | 13,2       | 9,5        | 7,1        | 92,9           |

| Diagramme climatique                                  |             |               |               |              |             |            |             |            |              |               |               |
| J                                                     | F           | M             | A             | M            | J           | J          | A           | S          | O            | N             | D             |
| −28,6−35,34,2                                         | −29−35,83,9 | −26,8−33,67,4 | −18,3−25,36,7 | −7,4−13,38,7 | 2,6−1,914,6 | 7,31,728,1 | 4,2−0,333,8 | −2−6,122,6 | −10,5−16,416 | −19,5−25,99,6 | −24,5−31,35,7 |
| Moyennes : • Temp. maxi et mini °C • Précipitation mm |             |               |               |              |             |            |             |            |              |               |               |